# 林萃芳
林萃芳（1577年—1652年），字衆茹，號六引（六悔），廣東潮州府潮阳县人，明朝政治人物，同进士出身。

## 生平
治书经，行一，正月二十八日生，萬曆三十四年（1606年）丙午科乡试二十八名舉人，天啓二年（1622年）壬戌科进士，礼部观政，十二月授中書舍人，天启七年丁卯（1627年）分校北闈，得士金鉉（甲申殉國）、陳于泰（辛未鼎元）。尋遷户部主事，奉命犒延綏軍。擢任戶部員外郎，領河西榷務，挂冠歸。明清鼎革後，不再出仕，優遊林下二十余年。修東山宋大忠祠，立義塾，出租息助寒士膏火。壬辰（1652年，清順治九年）臘月晨，赋詩句云：「鶩帶霞光摇楚澤，雁含秋色過榆關。」盖有所托也。是夕聞鷄鳴起，正冠危堂而逝，年七十六。

## 家族
曾祖林潜，祖林壮，父林大材。母徐氏。叔林熙春，癸未进士，见任右通政。娶陈氏，子滋渐、滋济。